# 10323 Frazer
10323 Frazer è un asteroide della fascia principale. Scoperto nel 1990, presenta un'orbita caratterizzata da un semiasse maggiore pari a 2,2768917 UA e da un'eccentricità di 0,1778892, inclinata di 3,99822° rispetto all'eclittica.